# عبد الله فيسي
عبد الله فيسي (22 مارس 1971 هفتغل إيران - ) هو لاعب كرة قدم إيراني يلعب كمدافع.

## وصلات خارجية
عبد الله فيسي على موقع قاعدة بيانات كرة القدم.إي يو (الإنجليزية)
- عبد الله فيسي على موقع Soccerway.com (الإنجليزية)